# Statua equestre di Marco Aurelio
La statua equestre di Marco Aurelio (Equus Marci Aurelii Antonini) è un'antica scultura romana in bronzo dorato, risalente al II secolo d.C. e raffigurante l'imperatore Marco Aurelio a cavallo. Il luogo originario di installazione è sconosciuto, ma si sa che dall'VIII secolo era collocata davanti al Palazzo Laterano e che nel 1538 fu trasferita in piazza del Campidoglio a Roma, dove rimase per più di quattro secoli.
Dal 1990, la statua è custodita nel prospiciente Palazzo dei Conservatori, per preservarla dal degrado dovuto agli agenti atmosferici. Nel 1997, sul piedistallo di piazza del Campidoglio è stata collocata una copia conforme della celebre statua, priva però della doratura presente nell'originale.

## Importanza storico-artistica
L'eccezionale importanza storica e artistica della statua equestre di Marco Aurelio deriva dal fatto che quasi tutte le statue bronzee dell'antichità siano state fuse, a partire dal crollo dell'Impero romano d'Occidente, per ricavarne metallo, da utilizzare per altri scopi. Sono quindi giunte sino al presente solo pochissime statue bronzee dell'Età Antica: circa venti. Di queste, solo alcune in bronzo dorato e la statua di Marco Aurelio fa parte di questo ristretto gruppo, di cui fanno parte anche l'Ercole capitolino, i Bronzi dorati da Cartoceto, i Cavalli di San Marco e l’Ercole del Teatro di Pompeo.
All'interno di questo quartetto, ci sono solo tre statue equestri: quella di Marco Aurelio e le due comprese nei Bronzi da Cartoceto; la statua di Marco Aurelio è però l'unica ad essere rimasta sempre esposta e l'unica giunta pressoché integra sino all'Età Contemporanea.
Per questa sua eccezionalità, la statua fu l'unico modello per le statue equestri del Rinascimento, come ad esempio per quella del Gattamelata, quella del Colleoni e quella di Cosimo de' Medici.
Anche a livello popolare la statua di Marco Aurelio ha sempre goduto di popolarità, tanto che essa è oggetto di una antica leggenda, che dice che quando la doratura ricoprirà completamente la scultura, la "civetta" (così era interpretato il ciuffo di peli tra le orecchie del cavallo) canterà per annunciare il Giudizio universale.

## Descrizione
La statua è alta 4,24 m e lunga 3,87 m dalla coda al muso. L'altezza fino alla testa del cavallo inclusa è di 3,52 m; l'altezza totale della testa di Marco Aurelio è di m 0,585.
L'imperatore è a capo scoperto, vestito con una tunica e un pesante mantello da comandante, detto paludamentum, che è fissato sulla spalla destra con una spilla a disco. Ai piedi non porta le scarpe patrizie, ma sandali militari leggeri. Le staffe non sono presenti: all'epoca romana non erano in uso in Occidente; il cavaliere siede su un sottosella decorato di stoffa o feltro. Ha la mano destra atteggiata nel gesto dell'adlocutio, tipico dei comandanti che parlano ai propri soldati. La mano sinistra, che reggeva le redini perdute da tempo, indossa l'anello d'oro del senatore, usato per sigillare. La scultura era originariamente completamente dorata.

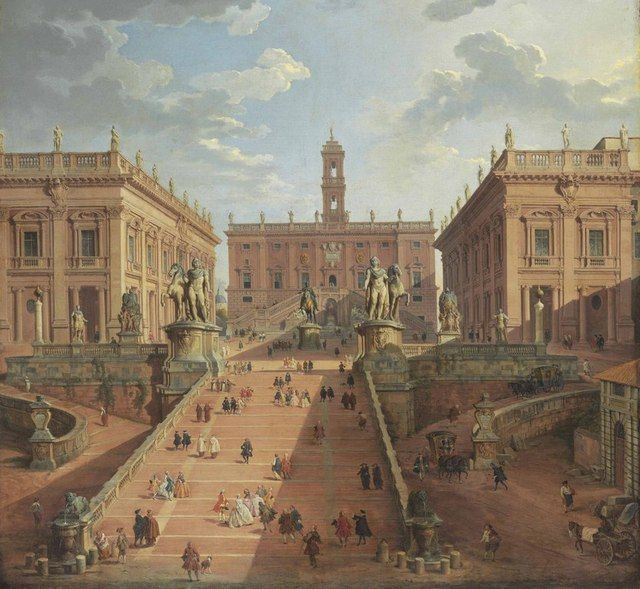
Piazza del Campidoglio nella sistemazione michelangiolesca, con la statua equestre di Marco Aurelio al centro, punto di fuga della cordonata capitolina
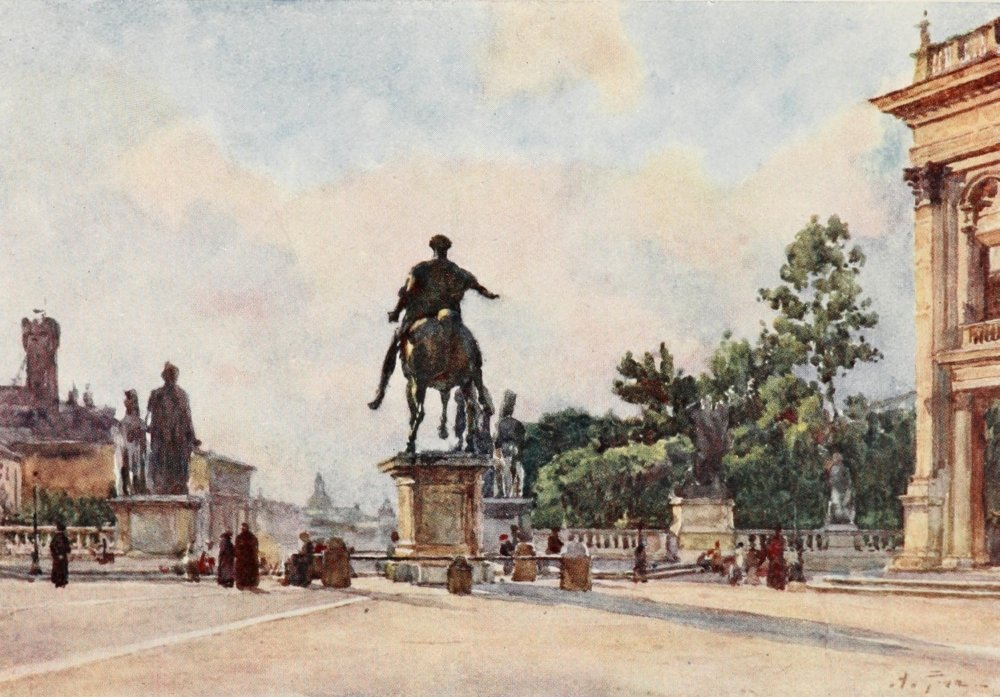
Acquerello di Alberto Pisa rappresentante Piazza del Campidoglio e la statua originale rivolta verso la cordonata d'accesso
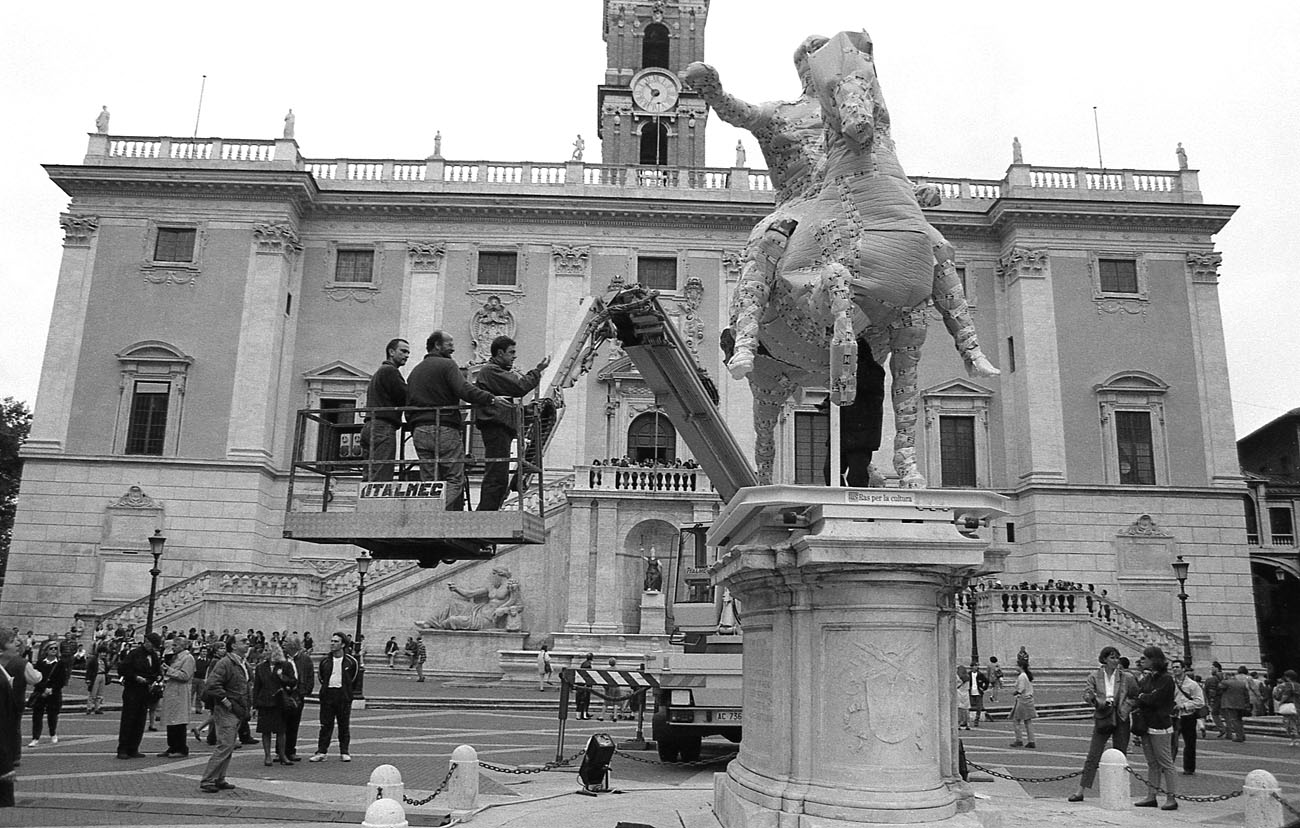
Collocazione della copia provvisoria in resina (28 aprile '96)
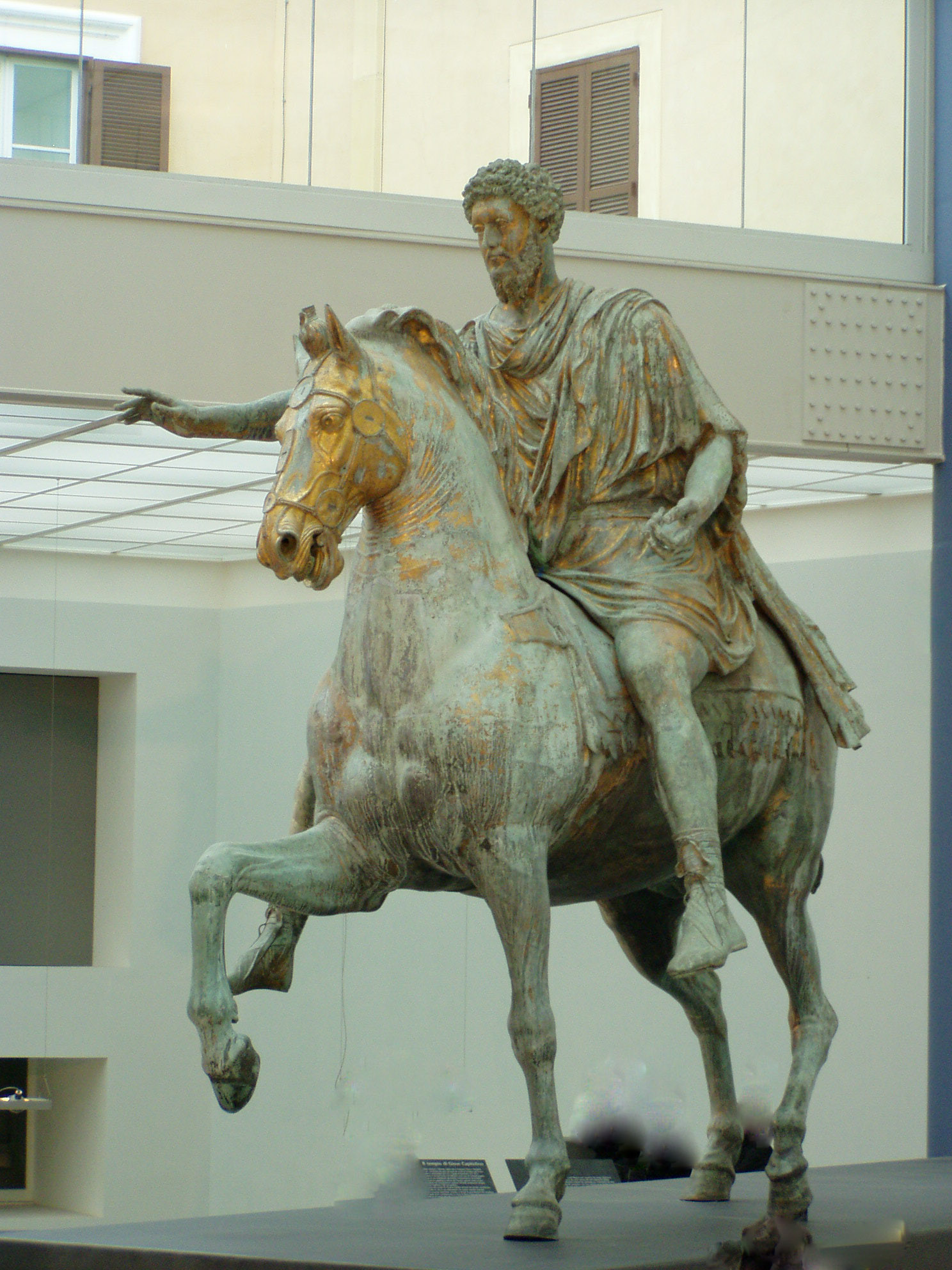
Statua originale, conservata all'interno dei Musei Capitolini.
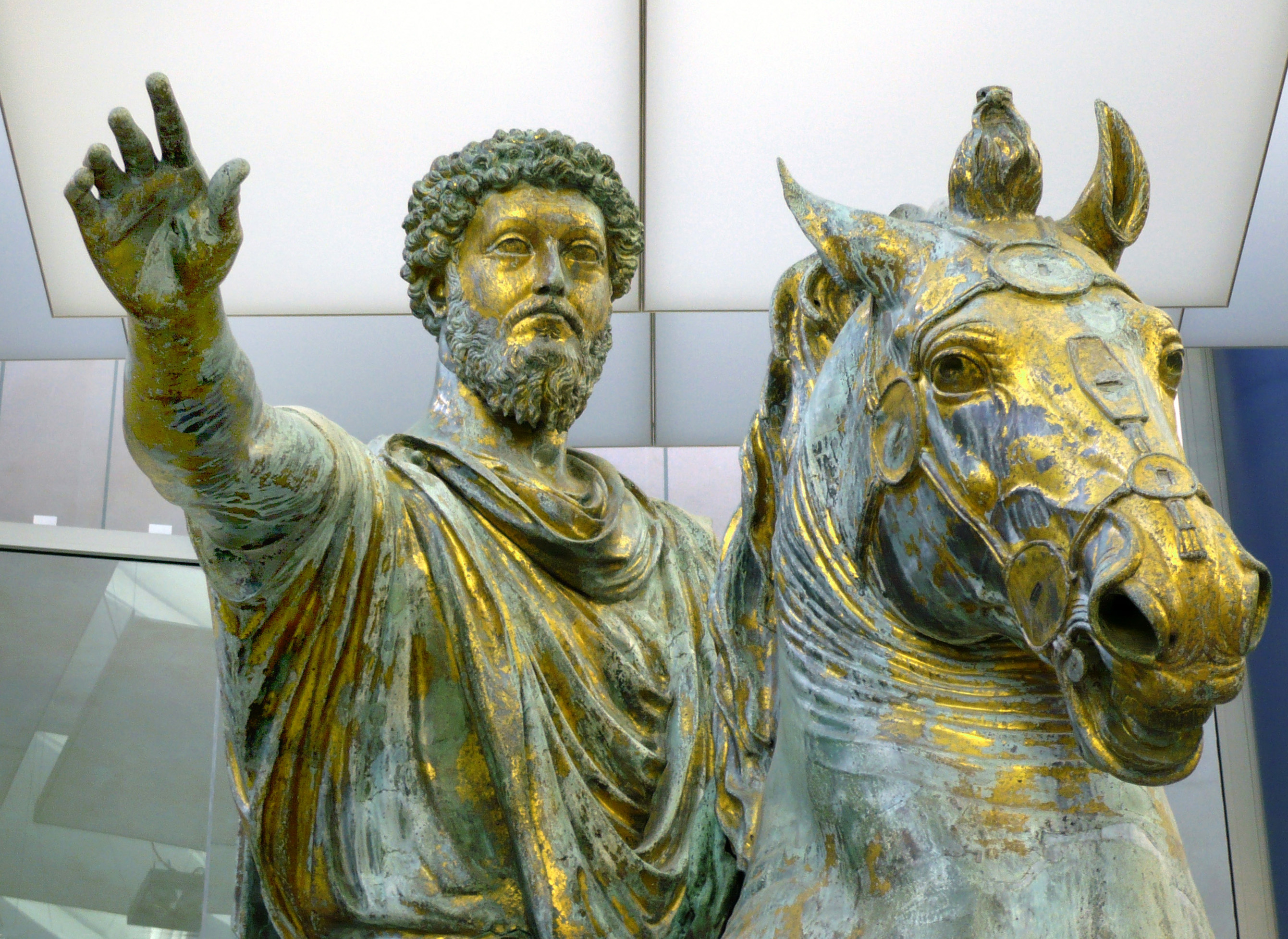
Statua originale, particolare

## Storia

### Età Antica
La statua fu eretta nel 176 d.C o nel 180 d.C., subito dopo la morte di Marco Aurelio, e sulla sua originaria collocazione ci sono varie ipotesi: alcuni dicono si trovasse nel Foro Romano, altri a piazza Colonna, dove si trovava il tempio dinastico che circondava la colonna Antonina.

### Medioevo
Nel Medioevo il valore intrinseco delle statue di bronzo era notevolissimo ed i profitti derivati dalla vendita del metallo enormi, per cui quasi tutte le statue bronzee antiche furono fuse per ricavarne metallo. La statua di Marco Aurelio si salvò dalla fusione perché si pensava che rappresentasse l'imperatore Costantino, primo imperatore cristiano, e fosse dunque degna di conservazione; era infatti chiamata Caballus Constantini. Credendo che la statua rappresentasse l'imperatore che diede libertà al culto cristiano, essa fu collocata, almeno dall'VIII secolo, nei pressi del Palazzo Laterano, sede papale e all'epoca residenza ufficiale dei romani pontefici.
Il 1º agosto 1347, Cola di Rienzo, coerentemente al suo programma di presentarsi al popolo come nuovo Costantino, organizzò una festa popolare in cui fece servire ai romani acqua e vino che sgorgavano da tubi di piombo fatti passare attraverso le narici del cavallo della statua.

### Età Moderna

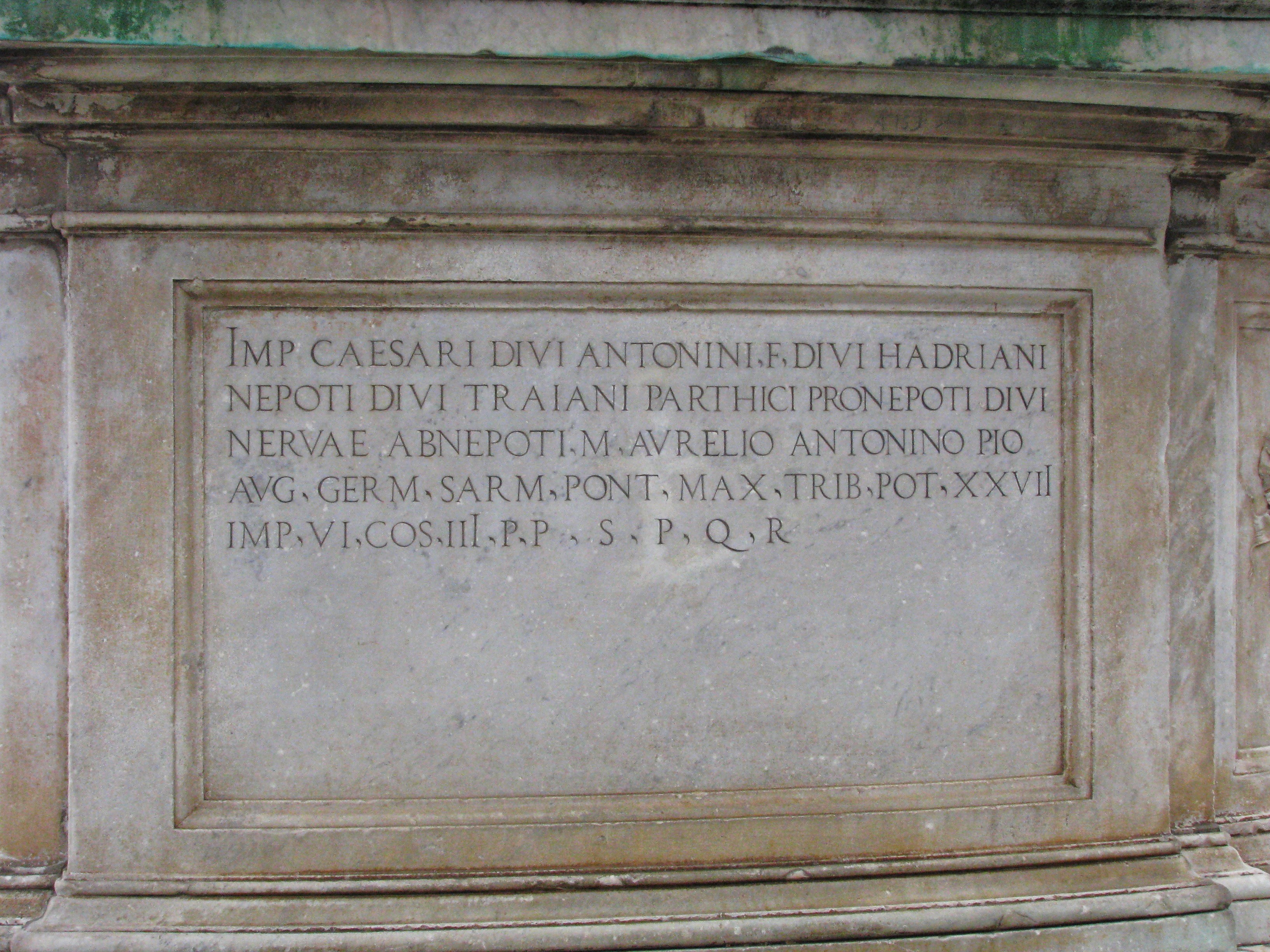
L'iscrizione sul basamento commissionata da papa Paolo III).

Nel 1447, durante il periodo dell'Umanesimo, un bibliotecario della Biblioteca Vaticana, studiando le descrizioni della statua nella letteratura antica, scoprì che essa non rappresentava Costantino, ma Marco Aurelio. Nonostante ciò, la statua ormai non correva più pericolo: il rinnovato interesse per l'antichità la proteggeva.
Dato che la statua si era rivelata un'opera d'arte pagana, si ritenne non più opportuna la sua collocazione dinanzi ai luoghi pontifici del Laterano; pertanto fu rimossa e collocata nel 1538 in Piazza del Campidoglio, sotto papa Paolo III, poiché sul colle era stata insediata l'autorità cittadina fin dal 1143. I nomi scritti sul basamento della statua, Agvstinvs Trincivs, Iacobvs Bvcca Bella, Caesar De Magistris si riferiscono agli assessori del tempo.
Il restauro più antico a cui fu sottoposta la statua risale al 1466-68, sotto il pontificato di Paolo II.
Nel 1539 venne affidato a Michelangelo l'incarico di progettare una sistemazione idonea per il monumento nella nuova collocazione, ma il grande artista andò anche oltre: ne fece il perno di quel mirabile complesso architettonico che è la piazza del Campidoglio. Lo stesso Michelangelo progettò il basamento, eseguito nel 1565 e quindi nell'anno successivo alla morte di Michelangelo, utilizzando un blocco di marmo proveniente del Foro di Traiano. L'iscrizione sul lato sinistro della base è la copia rinascimentale di una dedica del Senato e del Popolo Romano a Marco Aurelio, risalente all'anno 173.
In occasione del posizionamento della statua nella piazza, venne istituita la carica onorifica di "Custode del Cavallo" che era assegnata dal Papa ad un nobile, con tanto di retribuzione in generi di natura varia.

### Età Contemporanea

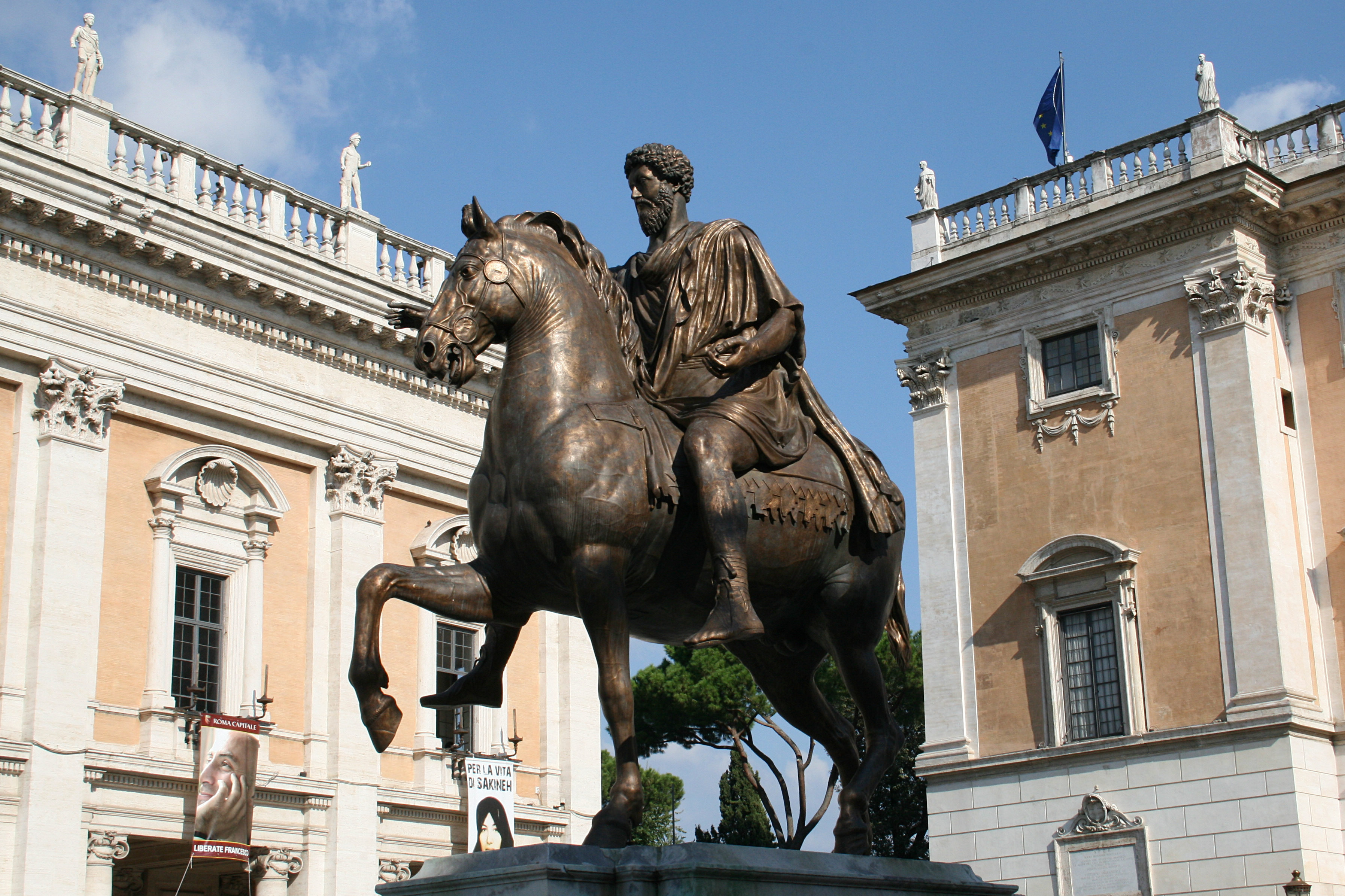
La copia che dal 1997 ha sostituito l'originale in Piazza del Campidoglio.

Nel 1834 vi fu un secondo restauro ad opera di Carlo Fea, il quale praticò un'incisione nel cavallo per togliere l'acqua infiltrata al suo interno che, con il suo peso, poneva in serio pericolo la stabilità del monumento. Egli inoltre rinforzò i sostegni corrosi dall'acqua e colò del metallo nelle zampe del cavallo per fissarlo meglio alla base.
La notte del 29 novembre 1849, durante il periodo della Repubblica Romana, un corteo di popolo mise una bandiera tricolore nelle mani di Marco Aurelio a cavallo.
Nel 1912 la statua fu sottoposta ad un lavaggio interno ed esterno e furono otturati con piombo dei fori, dovuti a colpi di fucile che avevano colpito collo, mento e naso.
Nel 1940, in occasione della Seconda Guerra Mondiale, la statua fu protetta dalle incursioni aeree e nel 1943 fu spostata in luogo sicuro per proteggerla da eventuali bombardamenti. Fu ricollocata nella piazza solo alla fine del conflitto.
Nel 1979 un attentato dinamitardo al vicino Palazzo Senatorio danneggiò il basamento marmoreo della statua. Le indagini disposte in quell'occasione constatarono la presenza di fessure sulle zampe del cavallo e un grave processo di corrosione su tutta la superficie, al che si decise che la statua andava restaurata e preservata per le future generazioni. I lavori di restauro iniziarono nel gennaio del 1981 presso l'Istituto centrale per il restauro ed ebbero tempi molto lunghi, tanto che furono completati solo nel 1990. Al termine del restauro si decise, per preservare la statua dagli agenti atmosferici, di non ricollocarla nella piazza, ma di custodirla nei Musei Capitolini, in un ambiente progettato ex-novo dall'architetto Carlo Aymonino: l'Esedra di Marco Aurelio.
Il 28 aprile 1996 venne collocata sul piedistallo la copia in resina bianca che era stata utilizzata come modello per quella in bronzo, ancora in lavorazione da parte dei tecnici della Zecca dello Stato.
La copia definitiva fu terminata nel 1997 e fu posta in opera sul basamento al centro della piazza il 19 aprile dello stesso anno. A causa della fragilità della doratura, per la sua scarsa adesione al bronzo e per la difficoltà di riprodurre fedelmente tutte le peculiarità del modellato plastico, non è stato possibile adottare le due tecniche tradizionali del calco diretto o della riproduzione per punti mediante il compasso o il pantografo. Si è utilizzata così una tecnica indiretta all'avanguardia, che comprende due fasi: l'utilizzo del laser per la ricostruzione dei volumi e una rifinitura artigianale. La copia realizzata non riproduce la doratura ancora esistente sull’originale.

## Tematica
Temi centrali della statua sono il potere e la grandezza imperiale, con Marco Aurelio raffigurato a grandezza reale e il braccio teso, un gesto che ricorda molto i ritratti di Augusto. In questo caso il gesto può essere inteso come un atto di clemenza: questa teoria, difesa da alcuni storici, si avvale della testimonianza di alcuni scritti medioevali che parlano di un prigioniero barbaro ai piedi della statua, a noi non pervenuto. Questa posa mostra l'imperatore anche come un conquistatore.
L'assenza di armi e armatura evoca la pace, forse legata alla prosperità dell'Impero romano durante l'impero di Marco Aurelio. Una teoria ipotizza che nella mano vi fosse in precedenza un rotolo di pergamena, rappresentante l'attività legislativa dell'imperatore, elemento scomparso durante il Medioevo.

## Le immagini del monumento in monete, banconote e passaporto
La faccia italiana della moneta da 50 centesimi di euro, incisa da Roberto Mauri, ritrae la statua equestre di Marco Aurelio ed il pavimento di Piazza del Campidoglio, il cui disegno fu realizzato nel 1940 da Antonio Muñoz, traendolo da un'incisione di Étienne Dupérac del 1567, basata sul progetto di Michelangelo.
Nelle banconote da 10.000 lire che sono state in corso dal 1962 al 1983, era rappresentata Piazza del Campidoglio e la statua equestre di Marco Aurelio.
Anche nel passaporto italiano è riprodotta l'immagine della statua di Marco Aurelio inserita nella pavimentazione della piazza, impressa in tutte le pagine pari e nella controguardia della prima di copertina.